# Long-Thibaud-Crespin-Wettbewerb
Der Long-Thibaud-Crespin Wettbewerb ist ein internationaler Wettbewerb für klassische Musik für Pianisten, Geiger und Sänger, der seit 1943 in Frankreich stattfindet. Er wurde von der Pianistin Marguerite Long und dem Geiger Jacques Thibaud gegründet. Bis 2011 waren nur Pianisten und Violinisten zugelassen. Der Wettbewerb wurde in diesen Jahren als Marguerite Long-Jacques Thibaud Wettbewerb durchgeführt. Ab 2011 wurde der Wettbewerb um die Sparte Gesang erweitert. Zu Ehren der französischen Sopranistin Régine Crespin wurde er jetzt in Long-Thibaud-Crespin-Wettbewerb umbenannt. Der Long-Thibaud-Crespin-Wettbewerb zählt zu den bedeutendsten Musikwettbewerben für Nachwuchsgeiger, -Pianisten und -Sänger.

## Erste Preisträger
| Jahr | Long-Wettbewerb (Klavier)                                 | Thibaud-Wettbewerb (Violine)            | Crespin-Wettbewerb (Gesang) |
| --- | --------------------------------------------------------- | --------------------------------------- | --------------------------- |
| 1943 | Samson François (Frankreich)                              | Michèle Auclair (Frankreich)            |                             |
| 1946 | Hédy Schneider (Ungarn)                                   | Arnold Eidus (Vereinigte Staaten)       |                             |
| Ab 1949 nahm der Wettbewerb einen zweijährigen Rhythmus auf.                                                                        |                                                           |                                         |                             |
| 1949 | Aldo Ciccolini (Italien) Wenzislaw Jankow (Bulgarien)     | nicht vergeben                          |                             |
| 1951 | Janine Dacosta (Frankreich)                               | Gérard Jarry (Frankreich)               |                             |
| 1953 | nicht vergeben                                            | Nelly Chkolnikova (URSS)                |                             |
| 1955 | nicht vergeben                                            | Devy Erlih (Frankreich)                 |                             |
| 1957 | Peter Frankl (Ungarn)                                     | Boris Gutnikow (URSS)                   |                             |
| 1959 | Toyoaki Matsuura (Japan)                                  | György Pauk (staatenlos)                |                             |
| 1961 | Marina Mdivani (URSS)                                     | Jean Ter-Merguerian (URSS)              |                             |
| 1963 | Victor Eresko (URSS)                                      | Irina Botchkova (URSS)                  |                             |
| 1965 | nicht vergeben                                            | Liana Issakadze (URSS)                  |                             |
| 1967 | Edward Auer (Vereinigte Staaten)                          | Nana Yachvili (URSS)                    |                             |
| 1969 | Ljubow Timofejewa (URSS)                                  | nicht vergeben                          |                             |
| 1971 | Vladimir Feltsman (URSS) – Pascal Rogé (Frankreich)       | Lydia Doubrovskaïa (URSS)               |                             |
| 1973 | nicht vergeben                                            | Roussoudane Gvassalia (URSS)            |                             |
| 1975 | Mikhail Rudy (Frankreich)                                 | Alexandre Brussilovsky (URSS)           |                             |
| 1977 | Jorge Luis Prats (Kuba)                                   | nicht vergeben                          |                             |
| 1979 | Frédéric Aguessy (Frankreich)                             | nicht vergeben                          |                             |
| 1981 | Kazuné Shimizu (Japan)                                    | Nina Bodnar-Horton (Vereinigte Staaten) |                             |
| Ab 1983 fanden die beiden Wettbewerbe nicht mehr im selben Jahr statt, sondern nacheinander mit einem Leerjahr zwischen den Zyklen. |                                                           |                                         |                             |
| 1983 | Stanislaw Bunin (URSS)                                    |                                         |                             |
| 1984 |                                                           | nicht vergeben                          |                             |
| 1986 | José Carlos Cocarelli (Brasilien) Yukino Fujiwara (Japan) |                                         |                             |
| 1987 |                                                           | Zhou Qian (China)                       |                             |
| 1989 | Jeffrey Biegel (Vereinigte Staaten)                       |                                         |                             |
| 1990 |                                                           | Mie Kobayashi (Japan)                   |                             |
| 1992 | Midori Nohara (Japan)                                     |                                         |                             |
| 1993 |                                                           | Bartolomiej Niziol (Polen)              |                             |
| 1995 | nicht vergeben                                            |                                         |                             |
| 1996 |                                                           | Daishin Kashimoto (Japan)               |                             |
| 1998 | Cédric Tiberghien (Frankreich)                            |                                         |                             |
| 1999 |                                                           | Yi-Jia S. Hou (China/Canada)            |                             |
| 2001 | Dong-Hyek Lim (Südkorea)                                  |                                         |                             |
| 2002 |                                                           | Akiko Yamada (Japan)                    |                             |
| 2004 | Siheng Song (China)                                       |                                         |                             |
| 2005 |                                                           | Frederieke Saeijs (Niederlande)         |                             |
| 2007 | Hibiki Tamura (Japan)                                     |                                         |                             |
| 2008 |                                                           | Hyun-Su Shin (Südkorea)                 |                             |
| 2009 | nicht vergeben                                            |                                         |                             |
| 2010 |                                                           | Solenne Païdassi (Frankreich)           |                             |
| 2011 |                                                           |                                         | Kihwan Sim (Südkorea)       |
| 2012 | nicht vergeben                                            |                                         |                             |
| 2014 |                                                           | Aylen Pritchin (Russland)               |                             |
| 2015 | nicht vergeben                                            |                                         |                             |
| 2018 |                                                           | Diana Tishchenko (Ukraine)              |                             |